# Sándor lengyel király
Sándor (lengyelül: Aleksander Jagiellończyk), (Krakkó, 1461. augusztus 5. – Vilnius, 1506. augusztus 19.) 1492-től Litvánia nagyfejedelme, 1501-től Lengyelország királya haláláig, a Jagelló-ház tagja.

## Élete
1461. augusztus 5-én született IV. Kázmér lengyel király és Habsburg Erzsébet ötödik gyermekeként. Édesapja halála után, 1492-ben a litván rendek nagyherceggé választották, majd bátyja, I. János Albert halála után, 1501. június 17-én a lengyel trónt örökölte. 1495. február 18-án Vilniusban feleségül vette Ilona orosz hercegnőt, III. Iván orosz cár és Sofia Palaiologa bizánci hercegnő leányát, mely házassága gyermektelen maradt.
Reménytelen küzdött a lengyel nemesség és a szenátus növekvő hatalmának korlátozásáért, valamint a kiváltságok és a kincstár fölötti ellenőrzés visszaszerzéséért. 1505-ben a lengyel rendek nyomására a Radomban ülésező országgyűlésen alkotmányt adott ki, amelyben nagy engedményeket tett a lengyel nemességnek a jobbágyság rovására. A szejm kikiáltotta a Nihil novi alkotmányt, amellyel elérték, hogy a király csak a szejm hozzájárulásával hozhasson döntéseket. Itt adták ki továbbá a Łaski-statútumot (Statut Łaski), a lengyel állam első egységes törvénygyűjteményét.
Pénz híján nem tudta segíteni a Kardtestvérek Rendjét az orosz agresszióval szemben, amikor apósa III. Iván moszkvai nagyfejedelem tatár segédcsapatokkal végigdúlta Litvániát. A lengyel király annyit tehetett, hogy megerősítette a határ menti város, köztük Szmolenszk (ma Oroszországban) helyőrségét. A békekötést a fejedelemmel végül Sándor felesége, Helána királyné eszközölte ki édesapjától.
Lengyelország csak III. István moldvai fejedelem halála miatt tudta megtartani veszélyeztetett fekete-tengeri területeit.
Erősítette a hagyományos kereskedelmi kapcsolatokat Magyarországgal, főleg a tokaji bor és számos nyersanyag Biecz városán keresztül történő importját.
A teuton lovagokkal is harcba keveredett az északi területeken; ehhez II. Gyula pápától kapott anyagi segítséget.
Sándor 1506. augusztus 19-én Vilniusban halt meg, 45 éves korában. Házasságából nem született örököse. Özvegye Vilniusba vonult vissza, ott is halt meg 1513. január 20-án. A trónt IV. Kázmér negyedik fia, Zsigmond örökölte.

## Családfa
| II. Ulászló sz. kb. 1351. † 1434. VI. 1. | II. Ulászló sz. kb. 1351. † 1434. VI. 1. |                                            |                                            | Holszańska Zsófia sz. kb. 1405. † 1461. IX. 21. | Holszańska Zsófia sz. kb. 1405. † 1461. IX. 21. |  |  | II. Habsburg Albert sz. 1397. VIII. 16. † 1439. X. 27. | II. Habsburg Albert sz. 1397. VIII. 16. † 1439. X. 27. |                                               |                                               | Luxemburgi Erzsébet 1) sz. 1409. X. 7. † 1442. XII. 19. | Luxemburgi Erzsébet 1) sz. 1409. X. 7. † 1442. XII. 19. |
|                                          |                                          |                                            |                                            |                                                 |                                                 |  |  |                                                        |                                                        |                                               |                                               |                                                         |                                                         |
|                                          |                                          |                                            |                                            |                                                 |                                                 |  |  |                                                        |                                                        |                                               |                                               |                                                         |                                                         |
|                                          |                                          | IV Kázmér sz. 1427. XI. 30. † 1492. VI. 7. | IV Kázmér sz. 1427. XI. 30. † 1492. VI. 7. |                                                 |                                                 |  |  |                                                        |                                                        | Habsburg Erzsébet sz. 1436. † 1505. VIII. 30. | Habsburg Erzsébet sz. 1436. † 1505. VIII. 30. |                                                         |                                                         |
|                                          |                                          |                                            |                                            |                                                 |                                                 |  |  |                                                        |                                                        |                                               |                                               |                                                         |                                                         |
|                                          |                                          |                                            |                                            |                                                 |                                                 |  |  |                                                        |                                                        |                                               |                                               |                                                         |                                                         |
|                                          |                                          |                                            |                                            |                                                 |                                                 |  |  |                                                        |                                                        |                                               |                                               |                                                         |                                                         |

|  |  | Rurik Ilona sz. 1476. V. 19. † 1513. I. 20. OO 1495. II. 18. | Rurik Ilona sz. 1476. V. 19. † 1513. I. 20. OO 1495. II. 18. | Sándor sz. 1461. VIII. 5. † 1506. VIII. 19. | Sándor sz. 1461. VIII. 5. † 1506. VIII. 19. |  |  |  |  |
|  |  |                                                              |                                                              |                                             |                                             |  |  |  |  |
|  |  |                                                              |                                                              |                                             |                                             |  |  |  |  |

| 1. Luxemburgi Zsigmond Lánya |